# Dictis striatipes
Dictis striatipes is een spinnensoort in de taxonomische indeling van de lijmspuiters (Scytodidae).
Het dier behoort tot het geslacht Dictis. De wetenschappelijke naam van de soort werd voor het eerst geldig gepubliceerd in 1992 door L. Koch.